# Liste der Stadtbezirke von Peking

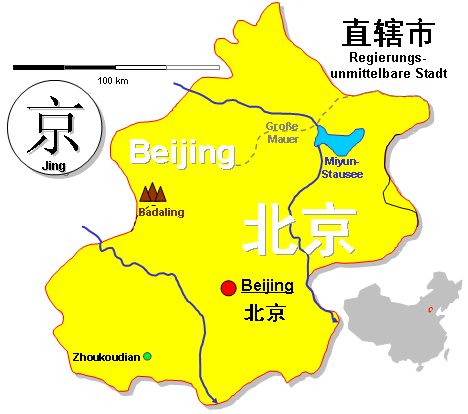
Das administrative Stadtgebiet Pekings – im südlichen Zentrum die Kernstadt

Die Liste der Stadtbezirke von Peking bietet einen Überblick über die Entwicklung der Einwohnerzahl der Stadtbezirke der chinesischen Hauptstadt Peking. Aufgeführt sind auch die Fläche, die Bevölkerungsdichte und die Lage des Bezirkes in der Stadt Peking.
Die regierungsunmittelbare Stadt Peking in der Volksrepublik China gliedert sich in 16 Stadtbezirke. Das Verwaltungsgebiet Pekings stellt kein zusammenhängendes Stadtgebiet dar, sondern wäre mit seiner außerhalb der Kernstadt (hohe Bebauungsdichte und geschlossene Ortsform) dominierenden ländlichen Siedlungsstruktur eher mit einer kleinen Provinz vergleichbar. Administrativ ist Peking eher den deutschen Stadtstaaten Berlin, Hamburg und Bremen vergleichbar.

## Stadtgliederung

### Innenstadt
Die Innenstadt von Peking ohne Vorortgürtel setzt sich aus sechs Stadtbezirken zusammen. Am 1. Juli 2010 wurden der Stadtbezirk Chongwen (崇文區 / 崇文区,  Chóngwén Qū) in den Stadtbezirk Dongcheng und der Stadtbezirk Xuanwu (宣武區 / 宣武区,  Xuānwǔ Qū) in den Stadtbezirk Xicheng eingegliedert.
- Chaoyang (朝阳区: Cháoyáng Qū),
- Dongcheng (东城区: Dōngchéng Qū),
- Fengtai (丰台区: Fēngtái Qū),
- Haidian (海淀区: Hǎidián Qū),
- Shijingshan (石景山区: Shíjǐngshān Qū),
- Xicheng (西城区: Xīchéng Qū).

### Peripherie
In der nahen Umgebung der Innenstadt befinden sich weitere sechs Stadtbezirke. Diese wurden zwischen 1986 und 2001 aus Kreisen in Stadtbezirke umgewandelt.
- Mentougou (门头沟区: Méntóugōu Qū),
- Fangshan (房山区: Fángshān Qū) – Kreis Fangshan bis 1986,
- Tongzhou (通州区: Tōngzhōu Qū) – Kreis Tongxian bis 1997,
- Shunyi (顺义区: Shùnyì Qū) – Kreis Shunyi bis 1998,
- Changping (昌平区: Chāngpíng Qū) – Kreis Changping bis 1999,
- Daxing (大兴区: Dàxīng Qū) – Kreis Daxing bis 2001.

### Ländliche Umgebung
In den ländlichen Gebieten außerhalb der Kernstadt gibt es noch vier Stadtbezirke. Diese wurden 2001 und 2015 aus ehemaligen Kreisen gebildet.
- Stadtbezirk Pinggu (平谷区: Pínggǔ Qū) – Kreis Pinggu bis 2001,
- Stadtbezirk Huairou (怀柔区: Huáiróu Qū) – Kreis Huairou bis 2001,
- Stadtbezirk Miyun (密云区: Mìyún Qū) – Kreis Miyun bis 2015,
- Stadtbezirk Yanqing (延庆区: Yánqìng Qū) – Kreis Yangqing bis 2015.

## Tabelle der Stadtbezirke
Die Tabelle enthält die Ergebnisse der Volkszählungen vom 1. Juli 1990, 1. November 2000  und 1. November 2010. Außerdem sind die Fläche und die Bevölkerungsdichte aufgeführt. Die Angaben beziehen sich auf alle in Peking registrierten Bewohner. Dazu gehören die Personen mit ständigem Wohnsitz (戶口 / 户口,  hùkǒu) und die temporären Einwohner (流動人口 / 流动人口,  liúdòng rénkǒu) mit befristeter Aufenthaltsgenehmigung (暫住證 / 暂住证,  zànzhùzhèng).
(VZ = Volkszählung)
| Transkription | Chinesisch | Fläche in km² | VZ 1990    | VZ 2000    | VZ 2010    | Ew./km² | Karte | Bild                                                        |
| ------------- | ---------- | ------------- | ---------- | ---------- | ---------- | ------- | ----- | ----------------------------------------------------------- |
| Changping     | 昌平       | 1.343,54      | 433.901    | 614.821    | 1.660.501  | 1236    |       | Tiantongyuan, einer der größten Appartementkomplexe Pekings |
| Chaoyang      | 朝阳       | 455,08        | 1.448.441  | 2.289.756  | 3.545.137  | 7.790   |       | Blick über Chaoyang                                         |
| Daxing        | 大兴       | 1.036,32      | 523.597    | 671.444    | 1.365.112  | 1.317   |       |                                                             |
| Dongcheng     | 东城       | 41,86         | 1.023.854  | 881.763    | 919.253    | 21.960  |       | Blick über Dongcheng                                        |
| Fangshan      | 房山       | 1.989,54      | 766.360    | 814.367    | 944.832    | 475     |       | Zhoukoudian                                                 |
| Fengtai       | 丰台       | 305,80        | 789.151    | 1.369.480  | 2.112.162  | 6.907   |       | Marco-Polo-Brücke                                           |
| Haidian       | 海淀       | 430,73        | 1.442.776  | 2.240.124  | 3.280.670  | 7.617   |       | Straße im Straßenviertel Zhongguancun                       |
| Huairou       | 怀柔       | 2.122,62      | 261.448    | 296.002    | 372.887    | 176     |       | Mutianyu                                                    |
| Mentougou     | 门头沟     | 1.450,70      | 269.001    | 266.591    | 290.476    | 200     |       | Tanzhe-Tempel                                               |
| Miyun         | 密云       | 2.229,45      | 426.454    | 420.019    | 467.680    | 209     |       | Nanshan Ski Village                                         |
| Pinggu        | 平谷       | 950,13        | 386.234    | 396.701    | 415.958    | 437     |       |                                                             |
| Shijingshan   | 石景山     | 84,32         | 308.811    | 489.439    | 616.083    | 7.306   |       | Shijingshan Amusement Park                                  |
| Shunyi        | 顺义       | 1.019,89      | 548.345    | 636.479    | 876.620    | 860     |       | Olympischer Ruder- und Kanupark                             |
| Tongzhou      | 通州       | 906,28        | 602.597    | 673.952    | 1.184.256  | 1307    |       | Brücke                                                      |
| Xicheng       | 西城       | 50,53         | 1.312.690  | 1.232.823  | 1.243.315  | 24.605  |       | Deshengmen                                                  |
| Yanqing       | 延庆       | 1.993,75      | 274.406    | 275.433    | 317.426    | 159     |       | Landschaft in Yanqing                                       |
| Peking        | 市辖       | 16.410,54     | 10.819.414 | 13.569.194 | 19.612.368 | 936     |       |                                                             |